# Gynoplistia tooronga
Gynoplistia tooronga là một loài ruồi trong họ Limoniidae. Chúng phân bố ở miền Australasia.